# Tour de Russie
La Tour de Russie (en russe : Башня Россия, Bachniïa Rossiïa), ou Tour « Russie », est un projet de gratte-ciel situé dans le Centre de commerce international de Moscou en Russie qui a été stoppé en 2009.
La construction, qui avait débuté en septembre 2007 et aurait dû s'achever en 2012, a été suspendue en novembre 2008. La tour devait atteindre 612,2 m, et devenir ainsi la plus haute tour d'Europe jamais construite, et la deuxième plus haute tour du monde, derrière la Burj Khalifa de Dubaï.
La superficie totale prévue de la structure était de 520 000 m2, dont 38 % (200 000 m2) en sous-sol. La tour devait compter 118 étages, 101 ascenseurs et les parkings en sous-sol auraient dû avoir une capacité de 3 680 véhicules. Les commerces devaient être situés à la base du bâtiment.
En attendant qu'un projet moins ambitieux soit mis à l'étude, le site a été transformé en parking.